# Paul Friedrich Opitz
Paul Friedrich Opitz (auch Paul Friedrich Opitius, latinisiert Paulus Friedericus Opitius; * 26. März 1684 in Kiel; † 5. Oktober 1747) war ein deutscher Theologe und Orientalist.

## Leben
Paul Friedrich Opitz war der zweite Sohn des Theologen Heinrich Opitz. Sein Bruder war der Theologe Josias Heinrich Opitz. Er besuchte eine Kieler Schule, deren Konrektor Simon Schmidt ihn besonders förderte. Auch der Rektor, Franz Dietrich Kohl, lehrte Opitz.
1700 bezog Opitz die Christian-Albrechts-Universität zu Kiel, um Philosophie und Rhetorik zu studieren. Seine Lehrer waren unter anderem Johann Burchard May und Georg Pasch. Außerdem erlernte er die alten Sprachen, in denen er von seinem Vater und von einem gelehrten Juden unterrichtet wurde. Der Jude machte ihn außerdem mit dem Talmud und mit Rabbinern vertraut. Ferner befasste er sich mit den orientalischen Sprachen und dem Lateinischen. Um sich in letztgenannter zu üben, hielt er mehrere Male öffentliche Disputationen.
Bei Pasch verteidigte Opitz sein Werk de philosophia characteristica, bei seinem Bruder Josias Heinrich de libro domini ad Esr. 34, 16, bei seinem Vater de humili et mirabili nativitate Messiae ad esr. 53, 2 und bei Theodor Dassov Observationes ad scholia criticae anglicanae in Leviticum.
1711 wechselte Opitz an die Universität Jena, wo er unter anderem bei Johann Franz Buddeus und Johann Andreas Danz studierte. Er widmete sich der Theologie und der Orientalistik. 1712 ernannte ihn die Universität Leipzig zum Magister.
Nach der Magisterpromotion wollte Opitz eine Studienreise nach England und in die Niederlande unternehmen, wurde aber durch den Tod seiner Eltern überrascht. Daher kehrte er zunächst zurück nach Kiel. Dort litt er unter den Folgen und Einflüssen des Krieges. Die nächsten Jahre wirkte er an der Kieler Universität als Privatdozent und hielt gelegentlich Disputationen.
1721 schließlich ernannte die Universität Opitz zum ordentlichen Professor für die morgenländischen und die griechische Sprache. Dazu hielt er eine Rede namens de ignorantia Judaeorum in Graecis et execrabili in has litteras odio. 1725 wurde er als ordentlicher Theologieprofessor eingesetzt und hielt eine Rede de messe Evangelii ad Joh. 4, 35.
Opitz’ Gesundheit schwächelte durch die Nachricht, sein Bruder habe Suizid begangen, und durch Streitereien mit einem universitären Kollegen. In der Folge litt er an einer langen, schweren Krankheit. 1745 rechnete man aufgrund seiner Situation mit seinem Tode, er erholte sich aber zunächst wieder und wurde als Prorektor eingesetzt. Damit verschlechterte sich sein Zustand aber weiter, sodass er am 5. Oktober 1747 62-jährig starb. Die Professur hatte er bis zu seinem Tode inne, sein Nachfolger wurde Justus Friedrich Zachariae.

## Wirken
Heinrich Döring beschrieb Optiz als lebhaften Menschen. Er habe gute Kenntnisse in den theologischen Disziplinen gehabt, besonders in den alten Sprachen. Außerdem sei er als Dozent geeignet gewesen. Dabei habe er, wenn er sich weniger unabhängig und lebensgenüsslich gezeigt hätte, noch mehr erreichen können.
In seinen Vorlesungen befasste sich Opitz mit dem Brief an die Hebräer, mit der hebräischen und den orientalischen Sprachen, mit Rabbinern und mit dem Talmud. Die Leidensgeschichte Jesu Christi erklärte er durch die hebräischen Altertümer. Ferner las er über Dogmatik, basierend auf von seinem Vater erstellten Tabellen. Er erklärte komplexe Stellen aus der Bibel. Aus dem Alten Testament erklärte er besonders Hosea und die anderen kleinen Propheten, Jesaja und das Hohelied. Aus dem Neuen Testament erklärte er Jesu Passion, den Brief des Paulus an die Römer und den 1. Brief des Petrus.
Opitz schrieb Dissertationen über Exegese. Von seinen Werken hebt Döring das Programm de Christo Apostolo et pontifice confessionis nostrae ex Hebr. 3, 1 hervor. Ferner nannte er zwei Abhandlungen lateinischer Sprache, in welchen Opitz sich mit Kaiser Hadrian im Hinblick auf dessen Charakter, Geistesanlagen, Tugenden, Laster und Streitigkeiten beschäftigte. 1723 erschien dieses Werk, in dem er eine Fortsetzung ankündigte, zu der es aber nie kam.
Carsten Erich Carstens hingegen urteilte über Opitz, dieser habe nicht viel für Wissenschaft und Universität leisten können, weil er unter seiner Gesundheit litt. Seine Schriften beurteilte er als Gelegenheitsschriften. Auch Jendris Alwast weiß nicht mehr über Opitz hervorzuheben, außer dass er an einer hebräischen Bibelausgabe des Vaters mitwirkte.

## Werke
- Gebundene Trauerreden über den Tod und das Sterben Jesu Christi (Kiel 1702)
- Epicedium heroicum, in gloriosissimum Salvatoris nostri triumphum, publice Kilonii d. 16 Maji A. 1703 in Parascene festi ascensionis Christi recitatum (Kiel 1703)
- Unsterblicher Ehrenruhm Anton Rantzen auf Arensburg (Kiel 1703)
- Elegia ad parentem, cum ipsi d. 5 Octob. sceptra academica quinta vice demandarentur (Kiel 1703)
- Cimbriae gaudium ob recens natum Carolum Principem, Christiani Augusti filium, oratione solenni declaratum (Kiel 1706)
- Commentarius historico-philologicus de custodia templi Hierosolymitani nocturna, ex Hebraeorum monumentis, duabus ante hac disputationibus, praes. Henrico Opitio, propositus (Kiel 1710)
- Die Dienstbarkeit des menschlichen Lebens (Kiel 1714)
- Trostzeilen beim Hintritt Lorenz Atzen (Kiel 1714)
- Disp. de gigantibus (Kiel 1715)
- Disp. de amico Israelitarum in festo tabernaculorum consertio Ps. 133 a Davide celebrato (Kiel 1717)
- Progr. de Christo apostolo et pontifice confessionis nostrae ex Hebr. 3, 1 quo ad adiendas recitationes in Epistolam ad Hebraeos invitat (Kiel 1721)
- Disp. I de Hadriani Imperatoris nomine, indole, virtutibus ac vitiis, in supplementum historiae Augustae, ex scriptis Judaeorum (Kiel 1722)
- Disp. II de Hadriani Imperatoris moribus, eruditisque cum doctoribus Judaeorum controversiis (Kiel 1723)